# 徐发
徐发（1945年10月—2005年8月13日），男，汉族，辽宁沈阳人，中华人民共和国政治人物，曾任中共佳木斯市委书记，黑龙江省人民检察院院长。后被“双开”，并跳楼自杀。